# Maladie de Mortellaro
La maladie de Mortellaro ou dermatite digitée est une maladie de la peau des pieds des bovins. Elle est connue depuis 1974, date où le docteur Mortellaro la diagnostique. Elle entraîne des boiteries. Elle est généralement traitée au moyen d'antibiotiques pulvérisés sur les zones infectées, ou par passages dans un pédiluve approprié.

## Présentation
La dermatite digitée, appelée aussi maladie de Mortellaro est une maladie très fréquente et très contagieuse. Une fois introduite dans un troupeau, elle provoque des épisodes récurrents de boiteries, et son éradication est quasi impossible. Elle est souvent sous-diagnostiquée car elle est difficile à détecter au départ. Les animaux n'ont pas de problème locomoteur ou alors il est peu visible et pourtant la lésion est là et déjà infectieuse. Elle provoque une inflammation de la peau de la couronne des onglons le plus souvent sur les pattes arrière, la lésion est caractéristique.
Cette maladie infectieuse possède des bactéries bien spécifiques, des tréponèmes Treponema medium, Treponema phagedenis et Treponema denticola. Ce sont des germes anaérobie : ils meurent au contact de l'air.
Le génotypage a permis de mettre en avant un indice de résistance à la maladie de Mortellaro.

## Facteurs de risque
Ces bactéries sont nécessaires pour que la maladie apparaisse mais elles ne produiront la maladie que dans certaines conditions, plusieurs facteurs sont favorables à l'arrivée de la Mortellaro :
- L'humidité et une mauvaise hygiène des aires d'exercice
- L'achat de bovins peut être la cause d'arrivée de la maladie: la maladie peut s'introduire dans un troupeau sains par l'arrivée d'un animal contaminé.
- Déséquilibre alimentaire
- Stress
- Personne venant de l'extérieur (Inséminateur, vétérinaire,..)
- Une contamination par le matériel de parage peut avoir lieu entre élevages

Les 2 facteurs de risques les plus fréquents sont :
- La mauvaise hygiène des pieds: l’humidité provoquant une macération et une fragilisation de la peau, les aires d’exercice mal nettoyées forment un milieu anaérobie (sans oxygène) dû à des matières fécales collées sur le pied du bovin.
- L'hygiène de l'environnement : un sol humide est très favorable à la transmission de germes et de bactéries pour la maladie de Mortellaro. Les chemins boueux qui mènent aux pâturages sont des endroits idéaux pour le développement des germes et des bactéries. Les maladies peuvent donc se propager facilement sur les pattes des vaches.

Pour prévenir au mieux ces différents facteurs de risque, plusieurs solutions peuvent être mises en place :
Pour les troupeaux indemne de la Mortellaro :
- Éviter au maximum l’achat d’animaux qui pourraient être potentiellement infectés.
- Éviter le plus possible les concours/foires, étant des lieux de contamination.
- Désinfecter les pieds des bovins précédemment sortis de l’exploitation à leur retour.
- Désinfecter le matériel de parage avant utilisation.

Pour les troupeaux déjà contaminés :
- Traiter au stade le plus précoce les lésions, pour éviter toute diffusion du pathogène.
- Parer l’ensemble du troupeau pour diminuer la pression d'infection.
- Mettre en place un système de traitement collectif (passage dans des pédiluves, pulvérisations, mousse).

Différents produits de traitement collectif sont proposés. Aucune étude comparative n’est disponible pour le moment (2017).
L’un des défis à relever est de retrouver dans les élevages des pieds plus propres.
- Agir sur les facteurs de risque au niveau de l’habitat: zone humide, hygiène générale. Il ne faut aucune zone avec de l’eau stagnante dans l’élevage.

Une carence en différents oligo-éléments tels que le zinc, le manganèse, le cuivre, l’iode et le cobalt augmente les chances de développer cette maladie car la qualité des téguments s’en voit dégradée.

## Les conséquences technico-économiques
La maladie de Mortellaro engendre de lourdes conséquences sur la production avec une diminution de 5 à 30% de la quantité de lait produite par vache. Elle engendre également des problèmes de fertilité dû à la baisse d'activité de l'animal, il exprime donc moins bien ses comportements naturels. Ce problème locomoteur impact le bien être animal qui pousse les éleveurs à consacrer du temps supplémentaire aux animaux touchés ce qui augmente le temps de travail. Cette maladie engendre également des pertes économiques, des réformes prématurés.
Au niveau économique, la maladie de Mortellaro peut entraîner une perte financière de plusieurs centaines d'euros par vache et par an.